# Lucio Cesario
Lucio Cesario (ur. 1951 w Melbourne) – australijski kierowca wyścigowy włoskiego pochodzenia.

## Biografia
Jego rodzice są Włochami. Ojciec, Gaetano, kupił w 1966 roku Abartha-Simkę 1300, którą ścigał się pod koniec lat 60. w Australii. W 1981 roku Lucio Cesario zadebiutował w Australijskiej Formule 2, otrzymując pod koniec roku od ojca Ralta RT3. Cesario zajął w tamtym roku czwarte miejsce w klasyfikacji, wygrywając trzykrotnie. Rok później wygrał siedem razy i został mistrzem serii. W sezonie 1983 zajął Raltem RT4 dziesiąte miejsce w Australian Drivers' Championship, a rok później piąte. W 1985 roku Cesario wystartował w barwach zespołu Martini Lancia w wyścigu 24h Le Mans. Załoga samochodu #4, złożona z Australijczyka, Boba Wolleka i Alessandro Nanniniego, zajęła w wyścigu szóste miejsce. Następnie, do 1987 roku, uczestniczył w pojedynczych wyścigach takich serii, jak All-Japan Sports Prototype Championship, World Endurance Championship czy Australian Endurance Championship.